# Церква Різдва Богородиці (Перемишль)
Церква Різдва Богородиці на Болоні, Церква Рождества Пречистої Діви — православний храм у Перемишлі на передмісті Болоня.

## Історія
У 1642 р. згадана як дерев'яна. 25 березня 1661 року єпископ Інокентій Винницький засновує при церкві православне братство. Нова мурована у 1873 році як греко-католицька. 

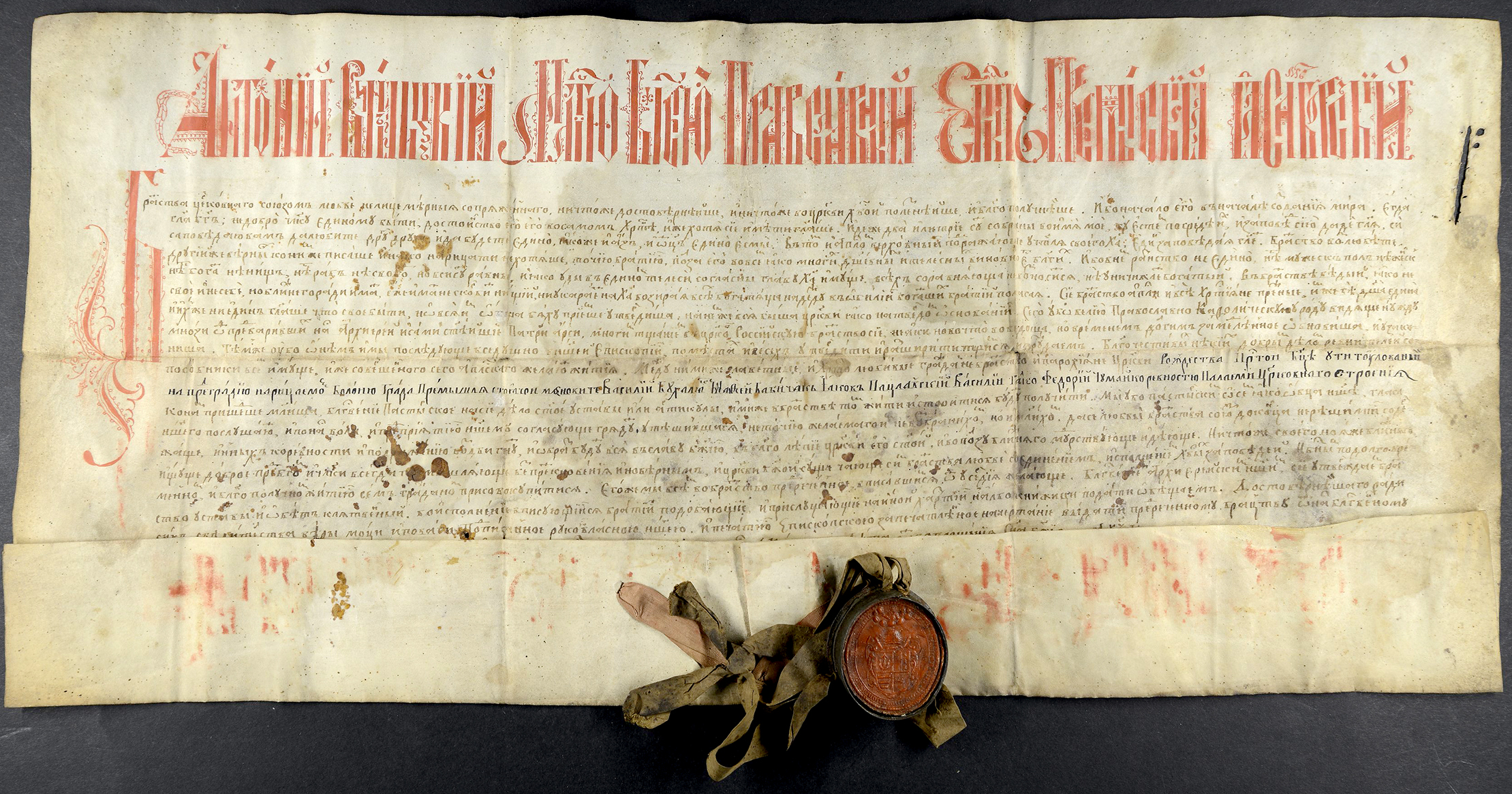
Православний єпископ Перемишля Антоній Винницький затверджує братство при церкві Різдва Богородиці на Болоні.

Розписана у 1906 р. Олександром Скрутком та у 1943 Павлом Запоріжським. У будинку поруч, колись власності Братства св. Миколая, містилися читальня «Просвіти» і садок. Після ліквідації УГКЦ, арешту блаженних: Йосафата Коциловського, Григорія Лакоти та членів перемиської Капітули у червні 1946 р., та після закриття катедри (останній парох о. В. Гриник мусив тікати перед арештом), церква майже рік сповняла роль катедральної церкви Перемишля. В час акції «Вісла» 15 квітня 1947 року (третій день Великодня), були заарештовані урядом безпеки парох цієї церкви о. Степан Яворський і о. Мокій Василькевич, о. Юліян М'ягкий, о. Володимир Прокопів, о. Роман Юстин ЧСВВ, та всі сестри Служебниці, які були на святочних богослужіннях. Після 10-ти річної перерви, 7 січня 1957 року у Різдво Христове, о. Сильвестер Крупа, у цій церкві, вперше відновив греко-католицькі богослужіння. Через рік комуністична влада заборонила богослужіння і закрила храм. З 1985 використовується православними. Від 1997 року, церква православного військового ординаріату. В 2009 офіційно передана Польській православній церкві.

## Архітектура
Будівля відтворює в камені риси традиційної української народної архітектури Галичини. Всі три основні об'єми увінчані куполами, найбільший з яких центральний. Домінуючим є об'єм центральної бані, яка за своєю масою переважає навіть наву, що є винятковою рисою перемиського храму. Об'єкт був внесений до переліку пам'яток архітектури у 1983 році під номером А-471.